# Arvid Fagrell
Arvid "Dompan" Fagrell, född 10 augusti 1888 i Ulricehamn, död 6 december 1932 i Göteborg, var en svensk landslagsspelare i fotboll (anfallare) som var uttagen i den svenska fotbollstruppen till OS i London 1908. Han spelade där i Sveriges andra match i turneringen, i 2–0-förlusten mot Nederländerna.
Fagrell var känd för sina "kanonskott" och gjorde ett av målen i SM-finalen 1908 när IFK Göteborg för första gången blev svenska mästare. Även hans bror, Sven Fagrell, tillhörde IFK Göteborg denna säsong, men spelade enbart vänskapsmatcher och i Kamratmästerskapet.
Fagrell blev även svensk mästare med IFK Göteborg 1910, och gjorde totalt minst 103 matcher och 65 mål för föreningen. Under åren 1908-12 spelade han sammanlagt två landskamper och efter den aktiva karriären var han även verksam en period som fotbollsdomare.

## Meriter

### I landslag
Sverige
- Uttagen till OS: 1908 (spel i en av två matcher)
- 2 landskamper, 0 mål

### I klubblag
IFK Göteborg
- Svensk mästare (2): 1908, 1910 (spelade dock inte finalmatchen)

### Webbsidor
- Profil på SOK.se
- Profil på ifkdb.se
- Lista på landskamper, svenskfotboll.se, läst 2013 02 20
- "Olympic Football Tournament London 1908", fifa.com, läst 2013 02 20
- Profil, svenskfotboll.se